# 双蕊兰属
双蕊兰属（学名：Diplandrorchis）是兰科下的一个属，为腐生兰。该属仅有双蕊兰（Diplandrorchis sinica）一种，产于中华人民共和国辽宁省桓仁满族自治县。